# توم بوسرت
توم بوسرت (من مواليد 1975) هو محام أمريكي وموظف من البيت الأبيض الجمهوري، يخدم حالياً الرئيس دونالد ترامب مستشاراً للأمن الداخلي. وقبل ذلك مباشرة، كان زميلاً في مجلس الأطلسي كما شغل منصب نائب مستشار الأمن الداخلي للرئيس جورج بوش. وبهذه الصفة، شارك في تأليف الاستراتيجية الوطنية للأمن الداخلي لعام 2007. شغل بوسرت مناصب في الوكالة الاتحادية لإدارة الطوارئ، وإدارة الأعمال التجارية الصغيرة، ومكتب المستشار المستقل، ومجلس النواب. كما عين مديراً لحماية البنية التحتية في عهد بوش، مشرفا على أمن البنية التحتية الأمريكية الحرجة، وهو منصب شغله لمدة عامين. وعقب ذلك، عين مديرا أوليا لسياسة التأهب في المكتب التنفيذي للرئيس.

## النشأة والتعليم
حصل بوسرت على درجة البكالوريوس في الآداب في العلوم السياسية والاقتصاد في عام 1997 من جامعة بيتسبرغ كما حصل على شهادة الدكتوراة من كلية الحقوق بجامعة جورج واشنطن في عام 2003.